# Hypostomus niceforoi
Hypostomus niceforoi är en fiskart som först beskrevs av Fowler, 1943.  Hypostomus niceforoi ingår i släktet Hypostomus och familjen Loricariidae. Inga underarter finns listade i Catalogue of Life.